# Claudio Corallo
Claudio Corallo (Florença, Itália, 1951) é um engenheiro agrónomo e empresário italiano radicado em São Tomé e Príncipe. É o dono da marca de cafés e chocolates refinados Claudio Corallo Cacao e Coffee.
É cônsul honorário da República Italiana em São Tomé e Príncipe.

## Vida pessoal e profissional
Claudio nasceu em 1951 em Florença, na região da Toscana. Formou-se em 1974 em engenharia agronómica pelo Instituto Agronómico para o Ultramar.
Logo depois de formado, trabalhou como mergulhador numa empresa de dragagem em Trieste, em seguida, com uma empresa de consultoria italiana chegou em 1974 no antigo Zaire (a atual República Democrática do Congo). O governo de Mobutu Sese Seko o contratou como investigador, dando assistência técnica a pequenos produtores rurais. Resolveu fixar-se naquele país e comprou uma plantação de café de 1 250 hectares na região de Lomela. A região era de difícil acesso, e de Quinxassa (capital da República Democrática do Congo) a Lomela, pelo rio Congo (única via de acesso), a viagem de canoa durava duas semanas; para não perder tempo, Claudio projetou e construiu uma lancha (que deu o nome de DB1) que reduzia pela metade o tempo de viagem. Com as mudanças políticas no Zaire, foi obrigado a deixar o país.
Em dezembro de 1992 chegou a São Tomé e Príncipe, onde descobriu o cultivo do cacau que já se fazia naquele arquipélago. Fazendo investigações entre as variedades de cacau, inclusive àquelas produzidas na Bolívia, onde ficou por um curto período, atestou que a variedade de São Tomé e Príncipe tinha uma qualidade diferenciada. Depois dos vários testes em relação à amargura que verificou que eram provocados por falhas no processamento: armazenamento com humidade e o calor equatorial do país. Testou várias formas de fermentação para uma nova pasta de cacau, construindo um laboratório para torrar, descasque e moagem.
Comprou então uma área de cultivo de cacau abandonada de cento e vinte hectares, o Terreiro Velho, localizado na ilha do Príncipe. Cultivando nesta ilha, conseguiu produzir um produto de alta qualidade, que é considerado o melhor chocolate do mundo; controla todo o processo da produção, desde a árvore até o tablete.
Descobriu também que o solo da ilha de São Tomé produz também um café de alta qualidade, comprando a propriedade de Nova Moca. Juntou as produções de café e chocolate e construiu uma indústria de gastronomia refinada, a Claudio Corallo Cacao e Coffee.
Cláudio também já ministrou aulas nos cursos das ciências agrárias do Instituto Superior Politécnico de São Tomé e Príncipe (ISP; a atual Universidade de São Tomé e Príncipe, USTP) e do Centro de Aperfeiçoamento Técnico Agropecuário (CATAP).